# 鯖瀬淳也
鯖瀬 淳也（さばせ じゅんや、1964年12月15日 - ）は、日本の実業家。新日本建設株式会社取締役常務執行役員。

## 人物・経歴
1964年千葉県生まれ。1988年3月千葉商科大学商経学部卒業。1988年4月新日本建設株式会社入社。2003年4月営業本部北関東支店長、2007年4月執行役員建設営業本部北関東支店長、2010年6月取締役、2013年6月取締役執行役員、2018年6月取締役常務執行役員建設営業本部都市開発部長就任。